# Scanographie (art)
Pour les articles homonymes, voir scanographie.

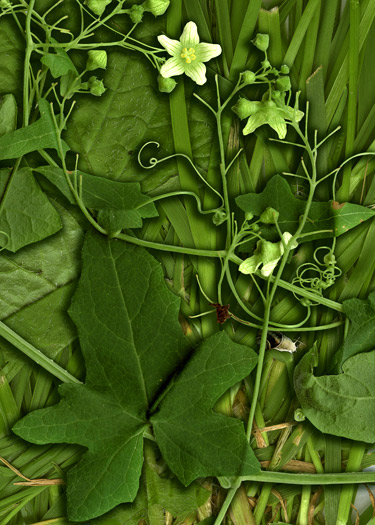
Bryone-dioique, une nature morte réalisée au scanner par Christian Staebler.

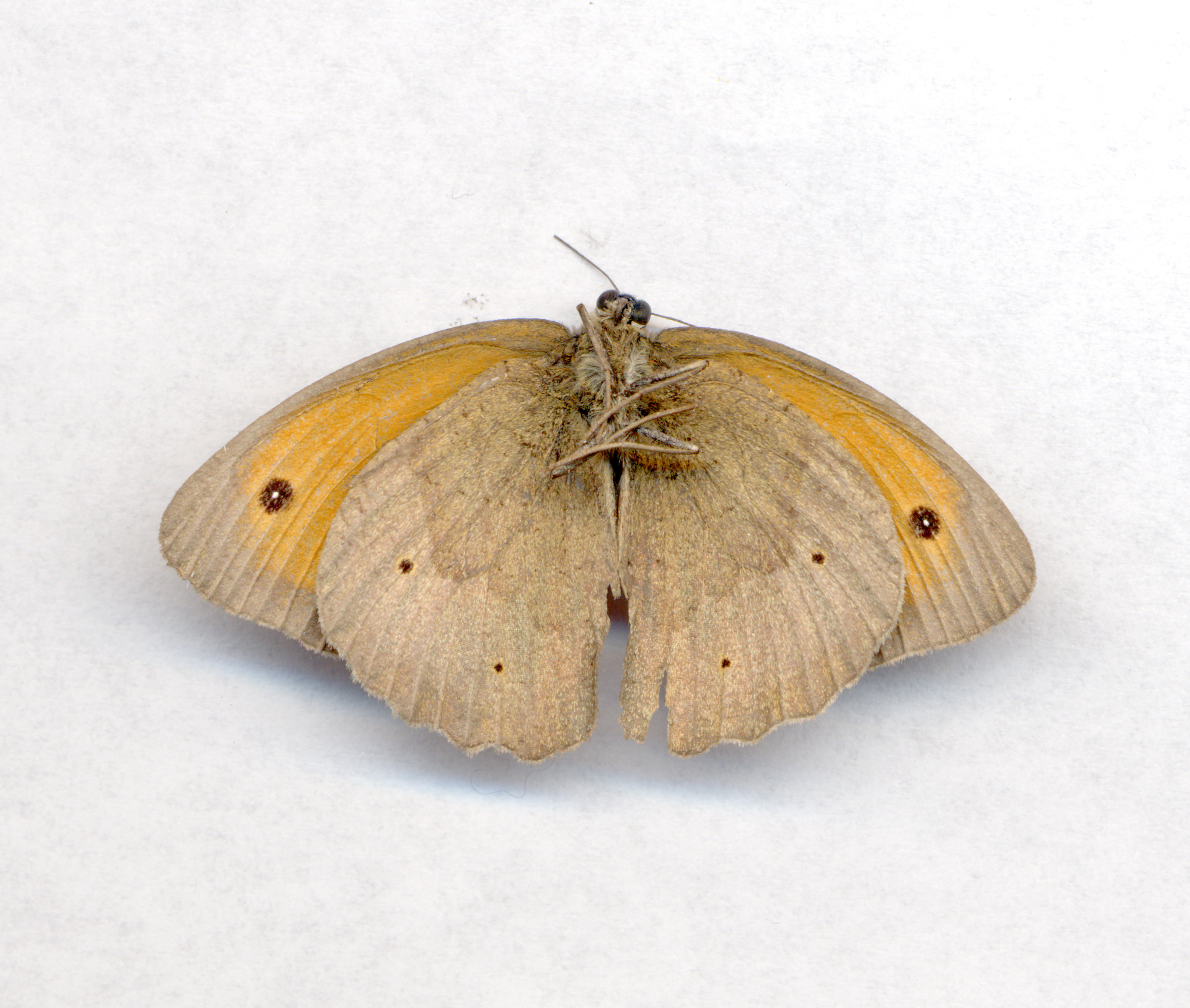
Scanographie d'un papillon de nuit, réalisée par Jordane Prestrot.

La scanographie (aussi écrite scannographie) ou scanner art ou photographie au scanner est une technique de capture d'image numérique d'objets dans le but de créer des œuvres d'art en utilisant un scanner, habituellement un scanner à plat conventionnel.  La scanographie se démarque du simple scannage de document par l'utilisation atypique d'objets en trois dimensions. Elle se démarque aussi de la photographie par la façon même dont opère un scanner,,.

## Bref historique de la scanographie
Créer des images en scanographie peut être aussi simple qu'arranger des objets sur la vitre du scanner et numériser le résultat. En fait, dès les années 1960, certains artistes ont utilisé le photocopieur pour capturer et imprimer des images en une seule étape. Sonia Landy Smith, artiste en résidence à 3M et fondatrice du programme Generative Systems à l'Art Institute of Chicago, est l'une des premières à exploiter ces possibilités 1968, en modifiant les paramètres de rendus pour créer de l'art plutôt que des copies.
En utilisant un ordinateur et un logiciel de retouches d'images après la numérisation et avant l'impression, l'artiste s'alloue une très grande marge de contrôle du résultat, lui permettant, tout au moins, de supprimer les poussières et des éléments indésirables de l'image.
En 2008, une exposition intitulée Scanner as Camera à l'Université Washington et Lee rassemble huit artistes américains dont les sujets allaient de photos anciennes (ambrotype) scannées et modifiées numériquement à des oiseaux morts et des insectes trouvés par les artistes.

## Le processus de saisie
Un scanner se différencie d'un appareil photo numérique par plusieurs éléments :
Tout d'abord, la résolution optique d'un scanner à plat peut être supérieure à 5 000 pixels par pouce (200 pixels/mm). Même dans une résolution relativement faible de 1 200 pixels par pouce (47 pixels/mm), une image au format A4 aura une définition de 134 mégapixels.
La profondeur de champ de la plupart des scanners est très limitée, habituellement guère plus d'un ou deux centimètres, mais la source de lumière intégrée donne une excellente définition et finesse, un parfait équilibre des couleurs, et une uniformité unique des ombres.
Le temps que prend la tête du scanner pour traverser toute la surface à numériser suppose que l'on ne peut prendre que des objets immobiles, des sortes de natures mortes. Toutefois, certains artistes utilisent cette spécificité pour créer des images déformées (portraits) ou des mouvements à la limite de l'abstraction.

### Équipement
Utiliser un scanner à plat pour numériser autre chose que des documents papier implique une utilisation non conventionnelle de l'appareil. Une attention particulière est donc nécessaire. La surface de numérisation est une vitre en verre, par conséquent sensible aux rayures et pouvant se briser lors de placement d'objets durs ou lourds. D'autres éléments vont laisser des particules de poussières qui obligeront à un nettoyage soigné de la vitre. Cette vitre supporte un poids limité et il est, évidemment, déconseillé d'y appliquer directement des liquides. Pour toute utilisation de ce type, il est conseillé de protéger la vitre avec un film plastique.
Plus grande est la surface de numérisation, plus grande pourra être l'image capturée. Un scanner plus grand offrira donc plus de possibilités à l'artiste. Beaucoup de marques de scanner communiquent sur le fait qu'il y a deux résolutions possibles : la résolution optique et une résolution plus grande obtenue par interpolation. Mieux vaut choisir une résolution optique plus grande car l'interpolation produit souvent une qualité amoindrie.
Les scanners à plat comportent normalement un couvercle qui renvoie la lumière vers la tête de numérisation. Ce couvercle est habituellement relevé lorsqu'on numérise un objet en trois dimensions, pour éviter d'endommager ou de comprimer celui-ci (certains artistes préfèrent toutefois cette compression pour obtenir des effets particuliers). La suppression du couvercle permet aussi de positionner des sources de lumières complémentaires au-dessus de la vitre, ce qui permet de modifier et la profondeur de champ et l'équilibre colorimétrique.
Un scanner peut également être modifié de façon à en augmenter les capacités de capture. Par exemple, un scanner peut devenir un CCD géant, remplaçant les cellules de capture de l'arrière d'un appareil photo numérique pour une fraction du coût d'un appareil photo professionnel grand format,.

## Manipulations supplémentaires
Alors que le résultat de la numérisation aboutit à une image numérique, comme c'est le cas des photos numériques, des manipulations sur l'image sont tout autant possible. Cela peut être aussi simple que d'aplatir l'arrière-plan ou de détourer certains éléments pour les recomposer grâce à un logiciel de traitement d'images,.